# Пашич, Илияс
Илияс Пашич (серб. Илијас Пашић; 10 мая 1934, Херцег-Нови — 2 февраля 2015, Госсау, Санкт-Галлен) — югославский футболист и футбольный тренер, участник чемпионата мира по футболу 1958 года.

## Биография

### Клубная карьера
Пашич в течение семи сезонов играл за сараевский «Железничар», за который во всех турнирах сыграл 174 матча и забил 104 гола. Благодаря этому он входит в число лучших бомбардиров в истории клуба, занимая 3-е место. В 1958 году перешёл в загребское «Динамо», в составе которого отыграл пять сезонов. В составе загребского «Динамо» выиграл два Кубка Югославии в 1960 и 1963 годах.

### Карьера в сборной
Дебютировал за сборную Югославии 17 октября 1954 года в матче со сборную Финляндии в матче со сборной Турции; Югославия выиграла тот матч со счётом 5:1 и Пашич в том матче забил гол. В составе сборной Югославии принимал участие на чемпионате мира по футболу 1958 года, но на турнире был запасным и на поле так и не вышел. Всего за сборную Югославии сыграл 8 матчей и забил 1 гол.

### Тренерская карьера
Начинал тренерскую карьеру в Швейцарии, возглавляя клуб «Брюль». С 1970 по 1971 год в качестве главного тренера работал с «Риекой». Среди клубов с которыми он работал были «Люцерн» и «Госсау».

### Смерть
Скончался 2 февраля 2015 года в Госсау в возрасте 80 лет.

## Достижения
«Динамо» (Загреб)
- Обладатель Кубка Югославии (2): 1959/60, 1962/63